# 聖学院中学校・高等学校
聖学院中学校・高等学校（せいがくいんちゅうがっこう・こうとうがっこう）は、東京都北区中里に所在し、中高一貫教育を提供する私立男子中学校・高等学校。
高等学校において、生徒を募集しない完全中高一貫校。

## 概要
都内唯一のプロテスタント（ディサイプルス派）ミッション・スクールの男子校で、毎朝の礼拝や、聖書を用いた人道教育など、キリスト教に基づいた教育を行っている。
運営母体は学校法人聖学院で、東京・駒込の幼稚園、小学校、中学校、高校と埼玉・上尾の幼稚園、大学・大学院、アメリカアトランタの国際学校を運営している（2018年に閉校）。
教育理念は“Only one for others”、「神を仰ぎ、人に仕う」である。

## 沿革
（沿革節の主要な出典は公式サイト）
- 1903年（明治36年） - 聖学院神学校を設立。当初は本郷森川町教会内に開いていたが、現在の聖学院の土地購入時に移転。初代校長はハーヴェイ・H・ガイ（Harvey Hugo Guy）。
- 1904年 - 聖学院英語夜学校を設立。初代校長は石川角次郎。
- 1906年 - 前身の旧制聖学院中学校を設立。設立元は米国基督教会の外国伝道協会であった。初代校長は石川角次郎。
- 1923年（大正12年） - 聖学院神学校が青山学院神学部に教室を移す（校名は継続）。
- 1936年（昭和11年） - 創立30周年記念式典。校歌制定。作詞は由木康、作曲は大沢寿人。
- 1937年 - 旧校舎（白亜の殿堂）が落成。
- 1938年 - 1名の卒業生を最後に聖学院神学校の名称が消滅。
- 1945年 - 4月13日の午後11時から翌午前2時半にかけて駒込中里一帯をB29が爆撃。本校の赤門が焼失。
- 1946年 - 創立40周年記念祭。
- 1947年 - 学制改革に伴い新制聖学院中学校に改組。
- 1948年 - 聖学院高等学校開校、これに伴い校名を聖学院中学・高等学校に改称。
- 1954年 - 失火により東校舎・講堂が焼失。
- 1955年 - 新講堂が竣工。
- 1956年 - 創立50周年記念式典。
- 1981年 - 新館（中学棟）竣工。
- 1997年（平成9年） - 創立90周年記念式典。創立90周年記念事業の校舎・講堂棟改築のため、旧校舎が取り壊される。
- 2000年 - 新校舎落成。
- 2006年 - 創立100周年記念式典。完全に中高一貫制になる（帰国子女編入入試有り）。
- 2010年 - 首都圏私立中学海外合同入試の採用。
- 2011年 - 学習者の得点能力という点で幅が広い学校であるがゆえ、適切な指導を行うために、Advanced ClassとRegular Classを開設。また東京大学の学生による学習サポート（東大生フェロー）を導入。※現在は東京大学の学生はおらず、名称も「Global Innovation Lab」（旧名称：思考力ラボ）となっている。
- 2012年 - 本格的に特待生入試を導入（特待生には奨学金制度有り）。
- 2015年 - 糸魚川農村体験学習が三十周年を迎える。糸魚川フォッサマグナミュージアム敷地内に記念碑を設置。
- 2021年 - 高校にGlobal Innovation Classを開設。

## 著名な出身者
- 久生十蘭（作家）
- 相笠昌義（洋画家、元多摩美術大学教授）
- 井上ヨシマサ（作曲家）
- 今泉洋 （俳優、旧制中学校卒）
- 老川祥一（読売新聞社代表取締役社長・論説主幹）
- 大塚信一（岩波書店元社長）
- 尾関茂雄（Zeel社長）
- 勝田久（声優）
- 柄沢英二（俳優）
- 金子國義（画家、デザイナー）
- 六代目神田伯山（講談師）
- 渡辺広（ハリウッド俳優）
- 横田拓也（社会運動家）
- 内田夕夜（声優）
- 小室等（歌手）
- だいもん孝之（放送作家）
- 田川建三（学者）
- 龍口直太郎（学者）
- 富沢賢治（経済学者）
- 林寿郎（上野動物園第2代園長、旧制中学校卒）
- 長谷川仁（日動画廊創業者）
- 坂東玉三郎（役者）
- 平塚益徳（教育学者）
- 三島敏夫（歌手）
- 山田宏臣（陸上競技）
- 渡辺明（将棋棋士）
- 宮田敦史（将棋）
- 金井恒太（将棋）
- 石田直裕（将棋）
- 和田恵秀（画家）
- 小松亮太（バンドネオン奏者）
- 西田善夫（アナウンサー）
- 志尊淳（俳優）中退
- 栗原玲児 (芸能人)
- 原田龍二（芸能人）
- 平野耕太（漫画家）
- 岩井浩之（雑誌編集長）
- JohnHathway（芸術家）
- 浅野孝已（ギタリスト、ゴダイゴ）中退
- 宮澤聡（お笑いコンビ、ジグザグジギー）

## おもな学校行事
- 記念祭（創立記念祭） - 毎年11月2日・3日に開催。初日は男子・女子聖学院生のみであるが、2日目は一般人の入場も可能。
- 体育祭 - 毎年6月上旬に開催。
- 宿泊行事
  - 中学1年 - なし
  - 中学2年 - 夏期学校（蝶ヶ岳登山）
  - 中学3年 - 農村体験学習（新潟県糸魚川市）、夏期勉強合宿
  - 高校I年 - ソーシャルデザインキャンプ（神奈川県湯河原町）
  - 高校II年 - 沖縄平和学習（沖縄県）
- アドベント点灯祭（クリスマスツリー点火祭） - 12月下旬

## 入試制度
中学入試
- 英語選抜 第1・2回の一般入試
- 第1-4回の特待選抜入試
- 首都圏私立中学海外合同入試

## 交通
出典 : 
| 路線名           | 最寄り駅 | 出口 | 徒歩所要時間 |
| ---------------- | -------- | ---- | ------------ |
| JR山手線         | 駒込駅   | 東口 | 5分          |
| 東京メトロ南北線 | 駒込駅   | 3番  | 7分          |

## 関連校
- 聖学院大学
- 女子聖学院中学校・高等学校
- 聖学院小学校
- 聖学院幼稚園
- 聖学院みどり幼稚園